# Miguel Arsenio Lara Sosa
Miguel Arsenio Lara Sosa (México, c. 1952-22 de febrero de 2021) fue un político y empresario mexicano, reconocido por haber sido presidente municipal de Tixkokob y diputado local por la LV Legislatura del Congreso del Estado de Yucatán.

## Biografía

### Carrera
Lara Sosa fue hijo de Pedro Arsenio Lara Puerto, líder agrario y activista social originario del municipio de Tixkokob, Yucatán. Se graduó como Ingeniero Zootecnista en la Universidad Autónoma Chapingo en 1978 y se vinculó profesionalmente con el sector agrícola, llegando a convertirse en presidente de la Sociedad Apícola Maya en 1996. Vinculado con el Partido Revolucionario Institucional, tomó protesta como diputado por mayoría relativa durante la LV Legislatura del Congreso del Estado de Yucatán entre 1998 y 2001. Ese mismo año fue elegido presidente municipal de Tixkokob, villa del estado de Yucatán, cargo que ejerció hasta 2004.

### Fallecimiento
Lara Sosa falleció en la madrugada del 22 de febrero de 2021 a causa de un paro cardíaco. Tenía sesenta y ocho años.